# Poduszeczka pomarańczowa
Poduszeczka pomarańczowa (Pulvinula convexella (P. Karst.) Pfister) – gatunek grzybów z rodziny Pulvinulaceae).

## Systematyka i nazewnictwo
Pozycja w klasyfikacji według Index Fungorum: Pulvinulaceae, Incertae sedis, Incertae sedis, Pezizomycetes, Pezizomycotina, Ascomycota, Fungi.
Po raz pierwszy takson ten zdiagnozował w roku 1822 P. Karst., obecną nazwę nadał Donald H. Pfister. 
Nazwa polska według Chmiel. 

## Występowanie i siedlisko
Zwykle rośnie na ziemi.
Występuje w Ameryce Północnej, Australii, Azji i Europie, w tym w Polsce.